# عثمان وبنوه
عثمان وبنوه دراسة تاريخية سياسية تتناول التطور التاريخي للدولة العثمانية من عهد الغازي عثمان بن أرطغرل مؤسس الدولة، مرورا بسلسلة سلاطين من نسله، إلى عهد السلطان سليمان القانوني، ويغطى هذا الكتاب تاريخ الدولة العثمانية من الجوانب التاريخية والسياسية والاجتماعية، كما يتطرق لنشأة النظام السياسي العثماني وتطوره من مفهوم الدولة إلى مفهوم الامبراطورية حتى أضحت الدولة العثمانية هي شمس الخلافة التي تشرق على العالم الإسلامي لقرون متوالية، فتحولت إلى وصف العالمية في عهد السلطان سليمان القانوني، ويتوفر الكتاب على معلومات موثقة حول الأحداث التاريخية عبر تلك الأطوار، كما تم إثراؤه بصور وجداول وخرائط توضح مسار الأحداث التاريخية وشخوصها وأماكنها.

## المقدمة
ألف هذا الكتاب الاستاذ محمد خليف الثنيان، ولد في الكويت سنة 1981م، باحث في دراسات الشرق الأوسط حاصل على شهادات عدة، منها ماجستير من جامعة درم ببريطانيا في العلاقات الدولية في الشرق الاوسط، كما حصل على بكالوريوس في التاريخ من جامعة الكويت، ودورة قراءة وفهم المخطوطات من جامعة اكسفورد، وغيرها من الشهادات، أيضا عضو في الجمعية التاريخية الخليجية، وشارك في العديد من الدورات والمؤتمرات، وقدم العديد من المحاضرات والأبحاث والمقالات العلمية، وهو أيضا باجث رسمي في الأرشيف العثماني.

## تأسيس الدولة في عهد عثمان بن أرطغرل
الفصل الأول: يتحدث الكاتب في هذا الفصل عن منشأ مؤسس الدولة وعن قبيلة القاي التي تنحدر منها السلالة العثمانية، وعن بعض المواضيع التي تخص القبيلة، وعن وضع الاساس في النظام السياسي في عهد والده، أرطغرل بن سليمان شاه.
الفصل الثاني: هنا يذكر الكاتب مرحلة تأسيس الدولة، وإلى مفهوم الدولة، وخصائص الدولة التي تؤدي إلى تأسيسها: «الجغرافيا، السكان، السلطة، السيادة».
الفصل الثالث: يتمحور هذا الفصل عن شخصية عثمان بن أرطغرل ونشأته، وصفاته، واولاده، وشيوخ عصره، وايضا التحول من مرحلة القبيلة إلى مرحلة الدولة، ونشأة النظام السياسي، واستلامه للحكم، وفتوحاته.

## مرحلة إرساء قواعد الدولة
الفصل الأول: عُرض في هذا الفصل عن تاريخ الدولة في عهد أورخان بن عثمان، واستلامه للحكم، ونشأته.
الفصل الثاني: عرض الكاتب في هذا الفصل فتوحات أورخان بن عثمان، ووضع نظام الدولة العام، من حيث ترتيبها وتطويرها.
الفصل الثالث: جاء في هذا الفصل مرحلة توسع سيادة الدولة العثمانية في عهد السلطان مراد الاول، ونشأته، واستلامه للحكم، وفتوحاته وتحركاته.

## من القوة إلى التيه
الفصل الأول: قوة الدولة، ذكر الكاتب حياة السلطان بايزيد الأول (الصاعقة) الذي بلغت الدولة في عهده القوة، وتطرق الكاتب إلى نشأته، وحياته، واستلامه للحكم، وفتوحاته، وتحركاته.
الفصل الثاني: يتحدث هذا الفصل عن مرحلة التيه بعد وفاة بايزيد الأول في معركة أنقرة، والصراع الداخلي بين أبناء السلطان بايزيد الأول.
الفصل الثالث: هذا الفصل يتحدث عن مرحلة استعادة الدولة من قبل السلطان محمد الأول (جلبي)، والذي يُعتبر المؤسس الثاني للدولة العثمانية.

## مرحلة التوسع والتحول إلى الامبراطورية
الفصل الأول: تمحور هذا الفصل على مرحلة التوسع والتمدد في عهد السلطان مراد الثاني، وتطرق الكاتب إلى حياته، ونشأته، واستلامه للحكم.
الفصل الثاني: كتب الكاتب حول تاريخ السلطان محمد الثاني (الفاتح)، وتحدث عن فتحه للقسطنطينية، وقام بتحويل الدولة من دولة إلى إمبراطورية.
الفصل الثالث: ذكر الكاتب تاريخ السلطان بايزيد الثاني، من حيث نشأته، وحياته، واستلامه للحكم، وعصره الذي يُعتبر مرحلة ركود سياسي.

## التحول للخلافة الإسلامية
الفصل الأول: وضح الكاتب مفهوم نظام الخلافة الاسلامية.
الفصل الثاني: تمحور الكاتب في هذا الفصل حول تاريخ السلطان سليم الاول الذي غير إستراتيجية الدولة في الفتوحات من الغرب إلى الشرق، إلى قيادة العالم الإسلامي، والتحول من إمبراطورية إلى خلافة اسلامية، وايضا ذكر الكاتب نشأة السلطان سليم الأول، وحياته، واستلامه للحكم، وفتوحاته.
الفصل الثالث: في هذا الفصل تم ذكر تاريخ السلطان سليمان القانوني وبناء العالمية للدولة، وعرض الكاتب نشأة السلطان سليمان، واستلامه للحكم، وفتوحاته، والدور الذي قام به في إخضاع العالم الاوروبي، والدور الحضاري الذي قام به.